# Kiskunsági szikes tavak és az őrjegi turjánvidék
Kiskunsági szikes tavak és az őrjegi turjánvidék este o arie protejată (arie de protecție specială avifaunistică — SPA) din Ungaria întinsă pe o suprafață de 35.722,19 ha, integral pe uscat.

## Localizare
Centrul sitului Kiskunsági szikes tavak és az őrjegi turjánvidék este situat la coordonatele 46°43′24″N 19°08′41″E / 46.7233°N 19.1447°E.

## Înființare
Situl Kiskunsági szikes tavak és az őrjegi turjánvidék a fost declarat arie de protecție specială avifaunistică în mai 2004 pentru a proteja 71 de specii de animale.

## Biodiversitate
Situată în ecoregiunea panonică, aria protejată nu include niciun habitat protejat.
La baza desemnării sitului se află mai multe specii protejate de  păsări (71): privighetoare-de-baltă (Acrocephalus melanopogon), pescăruș albastru (Alcedo atthis), rață lingurar (Anas clypeata), rață pitică (Anas crecca), rață mare (Anas platyrhynchos), rață cârâitoare (Anas querquedula), rață pestriță (Anas strepera), gârliță mare (Anser albifrons), gâscă cenușie (Anser anser), gârliță mică (Anser erythropus), gâscă de semănătură (Anser fabalis), fâsă-de-câmp (Anthus campestris), acvilă de câmp (Aquila heliaca), stârc roșu (Ardea purpurea), stârc galben (Ardeola ralloides), rață-cu-cap-castaniu (Aythya ferina), rață roșie (Aythya nyroca), buhai de baltă (Botaurus stellaris), gâsca cu piept roșu (Branta ruficollis), pasărea ogorului (Burhinus oedicnemus), caprimulg (Caprimulgus europaeus), prundăraș de sărătură (Charadrius alexandrinus), Charadrius morinellus, chirighiță-cu-obraz-alb (Chlidonias hybridus), chirighiță neagră (Chlidonias niger), barză albă (Ciconia ciconia), barză neagră (Ciconia nigra), erete de stuf (Circus aeruginosus), erete vânăt (Circus cyaneus), erete cenușiu (Circus pygargus), porumbel de scorbură (Columba oenas), dumbrăveancă (Coracias garrulus), cristeiul de câmp (Crex crex), ciocănitoare de grădină (Dendrocopos syriacus), ciocănitoare neagră (Dryocopus martius), egretă albă (Egretta alba), egretă mică (Egretta garzetta), șoim dunărean (Falco cherrug), șoim călător (Falco peregrinus), vânturel de seară (Falco vespertinus), cocor (Grus grus), codalb (Haliaeetus albicilla), piciorong (Himantopus himantopus), stârc pitic (Ixobrychus minutus), sfrâncioc roșiatic (Lanius collurio), sfrânciocul cu frunte neagră (Lanius minor), pescăruș-cu-cap-negru (Larus melanocephalus), sitar de mâl (Limosa limosa), gușă albastră (Luscinia svecica), culic mare (Numenius arquata), Numenius phaeopus, stârc de noapte (Nycticorax nycticorax), dropie (Otis tarda), ciuf-pitic (Otus scops), vultur pescar (Pandion haliaetus), pițigoi de stuf (Panurus biarmicus), bătăuș (Philomachus pugnax), lopătar (Platalea leucorodia), ploier auriu (Pluvialis apricaria), corcodel-cu-gât-negru (Podiceps nigricollis), cresteț cenușiu (Porzana parva), cresteț pestriț (Porzana porzana), cristei de baltă (Rallus aquaticus), ciocântors (Recurvirostra avosetta), pițigoi-pungar (Remiz pendulinus), lăstun de mal (Riparia riparia), chiră de baltă (Sterna hirundo), silvie porumbacă (Sylvia nisoria), corcodel mic (Tachybaptus ruficollis), fluierar de mlaștină (Tringa glareola), fluierarul cu picioare roșii (Tringa totanus).
Pe lângă speciile protejate, pe teritoriul sitului au mai fost identificate 36 de specii de plante, 7 specii de amfibieni, 7 specii de mamifere, 19 specii de nevertebrate, 4 specii de reptile.